# 김주환 (배우)
김주환(1981년 2월 22일 ~ )은 대한민국의 배우이다.

## 학력
- 무주초등학교 (졸업)
- 무주중학교 (졸업)
- 무주고등학교 (졸업)
- 동국대학교 연극학과 졸업

## 드라마
- 2021년 ~ 2022년 KBS 1TV 저녁일일극 《국가대표 와이프》 ... 도경호 역
- 2013년 KBS 2TV 특별기획 드라마 《칼과 꽃》 ... 석구 역
- 2012년 ~ 2013년 KBS 2TV 주말 연속극 《내 딸 서영이》 ... 용규 역
- 2012년 KBS 2TV 드라마 스페셜 연작 시리즈 《강철본색》 ... 이주한 역
- 2011년 KBS 2TV 드라마 스페셜 연작 시리즈 《아들을 위하여》 ... 박윤기 역
- 2011년 KBS 2TV 드라마 스페셜 연작 시리즈 《완벽한 스파이》 ... 비니 역
- 2011년 KBS 2TV 드라마 스페셜 연작 시리즈 《특별수사대 MSS》 ... 홍봉표 역
- 2010년 ~ 2011년 KBS 2TV 아침드라마 《사랑하길 잘했어》 ... 명수 역
- 2009년 KBS 2TV 주말 드라마 《솔약국집 아들들》 ... 박용철 역
- 2009년 KBS 1TV 일일연속극 《집으로 가는 길》 ... 황성태 역

## 영화
- 2008년 코미디 영화 《1724 기방난동사건》